# Бари Вајт
Бари Вајт (енгл. Barry White; Галвестон, 12. септембар 1944 — Лос Анђелес, 4. јул 2003) био је амерички певач и текстописац. 
Троструки је добитник Греми награде и познат по свом препознатљивом гласу бас-баритон. Највећи успех је постигао током 1970-их као соло певач, али и са оркестром Лав Анлимитед (The Love Unlimited Orchestra).
Један је од најпродаванијих музичких уметника свих времена, његови албуми су достизали златне и платинасте тираже. Његови највећи хитови су Never Never Gonna Give You Up и Can't Get Enough of You Baby.

## Дискографија

### Студијски албуми
- I've Got So Much to Give (1973)
- Stone Gon' (1973)
- Can't Get Enough (1974)
- Just Another Way to Say I Love You (1975)
- Let the Music Play (1976)
- Is This Whatcha Wont? (1976)
- Barry White Sings for Someone You Love (1977)
- The Man (1978)
- I Love to Sing the Songs I Sing (1979)
- The Message Is Love (1979)
- Sheet Music (1980)
- Beware! (1981)
- Change (1982)
- Dedicated (1983)
- The Right Night & Barry White (1987)
- The Man Is Back! (1989)
- Put Me in Your Mix (1991)
- The Icon Is Love (1994)
- Staying Power (1999)